# Episodi di Chicago Fire (sesta stagione)
La sesta stagione della serie televisiva Chicago Fire è stata trasmessa in prima visione negli Stati Uniti d'America da NBC dal 28 settembre 2017 al 10 maggio 2018.
In Italia la stagione è stata trasmessa da Premium Action dal 9 febbraio al 10 agosto 2018. In chiaro è stata trasmessa su Italia 1 dal 9 luglio al 3 settembre 2019 in prima serata.
| nº | Titolo originale                   | Titolo italiano          | Prima TV USA      | Prima TV Italia  |
| -- | ---------------------------------- | ------------------------ | ----------------- | ---------------- |
| 1  | It Wasn't Enough                   | Non è mai abbastanza     | 28 settembre 2017 | 9 febbraio 2018  |
| 2  | Ignite on Contact                  | Accensione a contatto    | 5 ottobre 2017    | 16 febbraio 2018 |
| 3  | An Even Bigger Surprise            | Una grande sorpresa      | 12 ottobre 2017   | 23 febbraio 2018 |
| 4  | A Breaking Point                   | Punto di rottura         | 19 ottobre 2017   | 2 marzo 2018     |
| 5  | Devil's Bargain                    | Patto col diavolo        | 26 ottobre 2017   | 9 marzo 2018     |
| 6  | Down is Better                     | Il trasferimento         | 2 novembre 2017   | 16 marzo 2018    |
| 7  | A Man's Legacy                     | Veri eroi                | 4 gennaio 2018    | 23 marzo 2018    |
| 8  | The Whole Point of Being Roommates | Coinquilini              | 11 gennaio 2018   | 30 marzo 2018    |
| 9  | Foul is Fair                       | L'apparenza inganna      | 18 gennaio 2018   | 6 aprile 2018    |
| 10 | Slamigan                           | Nuove opportunità        | 25 gennaio 2018   | 13 aprile 2018   |
| 11 | Law of the Jungle                  | La legge della giungla   | 1º febbraio 2018  | 20 aprile 2018   |
| 12 | The F is For                       | F come...                | 1º marzo 2018     | 27 aprile 2018   |
| 13 | Hiding Not Seeking                 | Nascondigli              | 8 marzo 2018      | 1º giugno 2018   |
| 14 | Looking for a Lifeline             | Una richiesta d'aiuto    | 22 marzo 2018     | 8 giugno 2018    |
| 15 | The Chance to Forgive              | L'occasione di perdonare | 22 marzo 2018     | 15 giugno 2018   |
| 16 | The One that Matters the Most      | Il nuovo arrivato        | 29 marzo 2018     | 22 giugno 2018   |
| 17 | Put White on Me                    | Una grande famiglia      | 5 aprile 2018     | 29 giugno 2018   |
| 18 | When They See Us Coming            | Il fuggitivo             | 12 aprile 2018    | 6 luglio 2018    |
| 19 | Where I Want to Be                 | Al posto tuo             | 19 aprile 2018    | 13 luglio 2018   |
| 20 | The Strongest Among Us             | Il più forte tra noi     | 26 aprile 2018    | 20 luglio 2018   |
| 21 | The Unrivaled Standard             | Un leader senza rivali   | 3 maggio 2018     | 27 luglio 2018   |
| 22 | One for the Ages                   | Effetti duraturi         | 10 maggio 2018    | 3 agosto 2018    |
| 23 | The Grand Gesture                  | Un grande gesto          | 10 maggio 2018    | 10 agosto 2018   |

## Non è mai abbastanza
- Titolo originale: It Wasn't Enough
- Diretto da: [[]]
- Scritto da: [[]], [[]]

### Trama
L'episodio inizia con la continuazione dell'incendio durante il quale Mouch ha un malore. Pare non esserci scampo sia per la squadra che per il camion che si trovano ancora all'interno dello stabile il cui incendio è fuori controllo. Boden dà quindi l'ordine di aprire le manichette per poter poi andare in loro soccorso sperando che i suoi vigili non vengano uccisi dal vapore. Cambia scena e Casey viene premiato per il coraggio dimostrato durante l'incendio. Il padre di Dawson nel frattempo si è rimesso e ha trovato un lavoro e pertanto lascia finalmente la coppia alla loro intimità. Mouch, dopo l'attacco di cuore, torna al lavoro con l'intenzione di trattarsi meglio facendo attività fisica e mangiando più sano e Cruz, sentendosi ancora in colpa, gli è sempre intorno per dargli una mano e fa tutto quello che Mouch chiede. Intanto Stella viene sfrattata e alla caserma arriva Hope, un'amica di Brett, la quale si dimostrerà subito interessata a Severide. Il successivo incendio avviene nella nuova scuola di Dana che nel frattempo ha abbandonato le elementari per passare alle superiori. Dall'incendio ne esce in gravi condizioni un'insegnante che verrà poi operata al Med. Mouch intanto iscrive la caserma alle "Olimpiadi" dei vigili del fuoco e Severide si offre di ospitare Stella per un po' di tempo.

## Accensione a contatto
- Titolo originale: Ignite on Contact
- Diretto da: [[]]
- Scritto da: [[]], [[]]

### Trama
Dana si dice convinta che l'incendio alla sua scuola sia stato di origine dolosa e provocato da qualcuno all'interno di essa. Mouch si improvvisa allenatore per le Olimpiadi e distribuisce i compiti ai suoi colleghi. Boden chiede a Severide e Casey di fare un sopralluogo alla scuola per scoprire le cause dell'incendio. Dopo un colloquio con alcuni ragazzi della scuola, ritengono di aver trovato un possibile sospetto, un ripetente che in passato aveva dato fuoco ad un cassonetto della scuola. Mentre ognuno in caserma è intento, nel tempo libero, ad allenarsi per la gara che gli è stata assegnata da Mouch per le Olimpiadi dei vigili del fuoco, Dawson e Brett soccorrono un ragazzo della stessa scuola dell'incendio il quale aveva aiutato l'insegnante ad uscire dall'incendio. Severide va quindi a parlare a scuola con il ragazzo sospettato dell'incendio e di un'aggressione all'altro ragazzo che ha aiutato l'insegnante. Alla fine si scopre che il ragazzo che ha aiutato l'insegnante è il reale colpevole dell'incendio il quale tentava di incolpare il ragazzo nero per l'accaduto perché fosse allontanato dalla scuola in quanto spesso lo picchiava. Alla fine della puntata la caserma 51 vince le Olimpiadi proprio all'ultima gara, cioè al tiro della fune, per l'intervento provvidenziale di Boden che si unisce alla gara all'ultimo momento. Brett, infine, viene informata dalla segretaria della caserma che la sua amica Hope ha rubato 10.000 dollari all'ultimo suo capo.

## Una grande sorpresa
- Titolo originale: An Even Bigger Surprise
- Diretto da: [[]]
- Scritto da: [[]], [[]]

### Trama
Boden ha degli impegni e pertanto per un turno subentra il comandante Mallins che appare subito un po' burbero. Brett e Dawson, intervenendo in un incidente, si trovano a dover caricare due feriti contemporaneamente sulla loro ambulanza per necessità, operazione non consentita dal protocollo e per questo motivo vengono sospese provvisoriamente in attesa di chiarimenti. Intanto Mouch invita Leon a tornare a Chicago per il compleanno di Cruz, deciso a fare una sorpresa a quest'ultimo che gli era stato tanto vicino durante il periodo in ospedale. Nel tentativo di difendere l'operato dei due paramedici della 51, Casey comincia ad essere mal visto dal comandante provvisorio. Durante un intervento di salvataggio di un uomo che voleva buttarsi giù da un palazzo, Casey adotta una tecnica un po' particolare per effettuare il salvataggio, tecnica che apparentemente viene mal vista dal comandante. Nel frattempo Hope, l'amica di Brett, viene assunta presso la caserma come impiegata ed il comandante Mallins chiede di poter visionare la scheda e gli interventi effettuati sotto la guida del tenente Casey il quale viene poi convocato nell'ufficio di Boden alla presenza di Mallins. Casey teme il peggio ma il comandante Mallins lo loda per il salvataggio effettuato e gli comunica di averlo segnalato per la promozione a capitano. Alla fine dell'episodio Cruz viene festeggiato al Molly per il suo compleanno e rivede anche suo fratello Leon dopo tanto tempo.

## Punto di rottura
- Titolo originale: A Breaking Point
- Diretto da: [[]]
- Scritto da: [[]], [[]]

### Trama
L'episodio si apre con Dawson che cerca un regalo originale per Casey, vista la sua promozione.
Uscendo da un negozio, nota che in un parcheggio dove stanno effettuando dei lavori, pare esserci qualche problema di stabilità ed avvisa uno degli operai. Successivamente entra nel parcheggio per tentare di far uscire più gente possibile e la costruzione comincia a cedere. Dopo essere momentaneamente svenuta, raduna tutte le persone che trova nel parcheggio e cerca di uscirne con il loro aiuto distribuendo ad ognuna un compito ma si creano vari attriti fra le persone che non sono d'accordo su determinati modi di agire e che non vanno d'accordo fra di loro.
Casey intanto viene investito da Boden dei nuovi incarichi che gli spettano in quanto capitano ed incomincia a raccogliere alcune proteste e richieste di informazioni dai colleghi. Il crollo al garage viene visto in caserma attraverso il notiziario in tv e quando Casey vieni a sapere che Dawson era a far commissioni nella zona del crollo, fa partire tutta la caserma in direzione dell'edificio crollato.
Arrivati sul posto, creano un varco tra le macerie per tentare di far uscire Dawson e le altre persone riuscendoci. Alla fine della puntata Casey viene nominato capitano durante una cerimonia ufficiale.

## Patto col diavolo
- Titolo originale: Devil's Bargain
- Diretto da: [[]]
- Scritto da: [[]], [[]]

### Trama
Hope distribuisce gli stipendi ma manca quello di Stella che si infastidisce. In caserma arriva un robot antincendio ordinato da Otis. Casey e Severide intervengono per il salvataggio di un ladro che si è impigliato in un fil di ferro sotto tensione. Mentre Casey sarebbe intenzionato a fare in un certo modo, Severide vorrebbe fare in un'altra maniera ma è costretto a cedere al volere del capitano. Si scatena poi una discussione circa l'intervento avvenuto che avviene in più riprese. Otis prova il robot antincendio con scarso successo e con la derisione dei propri colleghi. In un intervento dell'ambulanza, Brett conosce un medico che inizia a frequentare scoprendo poi che è sposato. La puntata si conclude con Brett che espone a Hope i suoi dubbi circa il suo comportamento corretto con Stella.

## Il trasferimento
- Titolo originale: Down is Better
- Diretto da: [[]]
- Scritto da: [[]], [[]]

### Trama
Otis passeggiando scopre che un bar sta per chiudere e pensa che sia una buona idea informarsi per comprare eventualmente un po' di materiale per il Molly. Mentre Hope suscita delle perplessità nella segretaria Connie, Stella riceve una comunicazione che la avvisa che sarà trasferita all'ufficio pubbliche relazioni. Mentre Hope cerca di farsi ben vedere da Boden e dalla caserma, Ramon che da un mese ha un nuovo lavoro, vorrebbe già apportare delle modifiche nella nuova azienda ma, pur frenato dalla figlia che gli consiglia di stare tranquillo, inizia a creare problemi al rapporto tra Casey e Dowson. Boden e Casey indagano sul trasferimento improvviso di Stella con un responsabile del dipartimento. Otis propone a Hermann di entrare in società con i titolari del bar che sta chiudendo. Dopo alcune indagini, si scopre che l'ordine di trasferimento di Stella è stato creato ad arte da Hope che ne ha falsificato la firma e pertanto, dopo essere stata convocata da Boden, viene licenziata. Brett, dopo aver scoperto cos'è successo, chiude definitivamente i rapporti con Hope. La puntata finisce con una chiamata per l'ambulanza che porta Dawson a scoprire che suo padre è stato accoltellato.

## Veri eroi
- Titolo originale: A Man's Legacy
- Diretto da: [[]]
- Scritto da: [[]], [[]]

### Trama
Mentre Ramon viene ricoverato al Med, Otis comincia a progettare il nuovo locale con l'ex titolare ed Hermann. Intervenendo per una chiamata, la squadra del camion salva una persona nella quale poi Boden riconoscerà Stoke un famoso musicista blues che suo padre adorava. Otis cerca un po' di pubblicità presso una radio locale per l'apertura del nuovo locale ma nel momento in cui deve parlare si blocca facendo una brutta figura. Durante un intervento, Dawson e Kelly salvano Bria una ragazza che stava tentando di rubare dei farmaci per il padre. Mentre Ramon si sta rimettendo, Boden invita la figlia del musicista al nuovo locale di Otis ed Hermann per offrirle da bere confidandole che il padre di lei era l'artista preferito di suo padre e che proprio ascoltando Stoke, in passato lui e suo padre si erano sentiti più vicini e pertanto vuole brindare alla memoria del musicista.

## Coinquilini
- Titolo originale: The Whole Point of Being Roommates
- Diretto da: [[]]
- Scritto da: [[]], [[]]

### Trama
Dawson va a trovare Bria in ospedale mentre Brett ricomincia a frequentare Antonio. Arriva in città il fratello di Dana, malvisto da Boden per la sua scarsa presenza. Alla fine di un intervento Dawson, uscendo dall'ospedale, nota che Bria è stata dimessa. Si offre di accompagnarla a casa e poi scopre che convive con il padre ammalato per il quale aveva rubato dei farmaci costosi ma necessari per lui. Il fratello di Dana propone a Boden di acquistare dei guanti ignifughi dalla sua nuova società ma quest'ultimo sembra poco convinto. Dawson, chiamata da Bria, va con Severide a casa della ragazza dove trova il padre in pessime condizioni. Chiamata l'ambulanza, il padre viene ricoverato. Bria, per paura di essere affidata all'assistente sociale, scappa. Boden accetta la proposta da parte del fratello di Dana che in effetti risulta un buon affare ed alla fine della puntata Dawson e Severide cercano Bria nelle strade malfamate di Chicago.

## L'apparenza inganna
- Titolo originale: Foul is Fair
- Diretto da: [[]]
- Scritto da: [[]], [[]]

### Trama
Nella camerata della caserma si incomincia a sentire uno strano odore e tutti si mettono alla ricerca della causa. Severide parla con un ragazzo che gli dà delle informazioni su Bria e successivamente va a trovare il padre della ragazza per tentare di avere delle informazioni su di lei mentre Dawson va a parlare con la zia della ragazza la quale zia la informa che la madre di Bria si era uccisa e di questo gesto la zia ritiene colpevole il padre di Bria. Un collega della decontaminazione risolve il problema dell'odore scoprendo i resti di un criceto che poco tempo prima i ragazzi della caserma avevano perso. L'episodio si conclude con una chiamata a Dawson da parte dell'obitorio dove è arrivata una ragazza sconosciuta alla quale hanno trovato addosso il suo biglietto da visita.

## Nuove opportunità
- Titolo originale: Slamigan
- Diretto da: [[]]
- Scritto da: [[]], [[]]

### Trama
Dawson si reca in obitorio per scoprire chi è la ragazza addosso alla quale è stato trovato il suo biglietto da visita, temendo che sia Bria ma è solo una ragazza che ha la borsa di Bria. Mentre Stella esce col decontaminatore conosciuto sul luogo di un intervento, Cruz cerca di unire una mazza ad un halligan per far sì che un uomo solo possa aprire una porta durante un incendio. Mentre Brett sta aiutando Cruz nella saldatura di halligan e mazza, Bria compare improvvisamente alla 51 e viene accolta da Dawson e Casey a casa loro. Grissom tenta di convincere Kelly a lasciarsi aiutare per far carriera prima che sia troppo tardi. Lo "slamigan", creatura del duo Brett-Cruz, finalmente è pronto e viene testato con successo durante un intervento reale. Per merito di Cruz, Casey e Dawson riescono a far vedere a Bria suo padre mentre è in clinica per disintossicarsi. Dawson ringrazia Casey per averla sostenuta per l'affidamento temporaneo di Bria e Casey le ricorda che lui ci sarà sempre.

## La legge della giungla
- Titolo originale: Law of the Jungle
- Diretto da: [[]]
- Scritto da: [[]], [[]]

### Trama
Durante l'intervento per un incidente stradale che vede coinvolto un furgone della polizia penitenziaria, il detenuto a bordo riesce a scappare ma viene placcato da Kelly mentre l'autista del mezzo appare subito in pessime condizioni e, per la sua liberazione dai rottami, Kelly e Casey hanno una discussione su cosa sarebbe più opportuno fare. Grissom si reca alla 51 per capire l'esatta dinamica di come è stato tratto in salvo l'autista del furgone e mentre ne sta parlando con Boden e Casey, arriva la notizia che la guardia carceraria è morta. Grissom promette a Boden che farà il possibile affinché Casey non abbia problemi circa il possibile ritardo nell'estrazione del ferito dal furgone. Casey si reca a fare le condoglianze alla veglia del poliziotto. Kelly viene avvisato da Boden che riceverà un encomio per aver fermato il detenuto in fuga. In un grosso incidente industriale tra mille difficoltà ed alcuni feriti, Kelly si reca sul tetto dell'edificio per tentare di chiudere la valvola di un pericoloso gas. Casey lo segue per dargli una mano e, mentre stanno tentando di chiudere la valvola, confida a Kelly che è stato proprio lui a proporlo per l'encomio. Quando entrambi capiscono che non possono lasciare la valvola pena l'esplosione dell'edificio, la mantengono ferma manualmente fino all'evacuazione dello stabile e poi decidono di mollarla, correre e buttarsi nel fiume adiacente per tentare di salvarsi.

## F come...
- Titolo originale: The F is For
- Diretto da: [[]]
- Scritto da: [[]], [[]]

### Trama
Hermann intravede Casey in acqua e dà l'allarme. Ma mentre Casey è in sè, Severide è svenuto e viene recuperato da Kidd. In caserma compare il fotografo che aveva fatto alcuni scatti durante il salto di Casey e Severide, uno dei quali scatti è finito su uno dei quotidiani più importanti della città. L'ufficio pubbliche relazioni del dipartimento ritiene che questo fotografo debba rimanere una giornata all'interno della caserma per far vedere al pubblico come essa funzioni. Mentre Brett scopre che Hope, la sua ex amica, sta tentando di infangarla su Facebook, si scopre che il fotografo tentava di fare alcune foto a Dawson sotto la doccia e pertanto viene allontanato dalla caserma. Al Molly Hermann raccoglie le confidenze di un ragazzo in crisi con la fidanzata e gli dà dei consigli che vengono notati da un life coach presente nel locale il quale tenta di convincerlo a fare di questa sua predisposizione un secondo lavoro. Dawson e Brett soccorrono un paio di volte un senza tetto per poi scoprire che è vittima di un'altra senza tetto nel suo campo la quale vuole appropriarsi della sua tenda. La nuova ragazza di Otis si propone di fare da prima cliente per il life coaching di Hermann ma Otis, visti i risultati della seduta e la decisione della ragazza di partire per le Hawaii, non è di certo di buon umore. Kidd, vista la nuova frequentazione col collega decontaminatore, decide di non vivere più insieme a Severide. Durante un intervento, il fotografo che era stato allontanato fa alcune riprese dell'incidente, viene allontanato ed un'auto lo investe. Casey non ci pensa un attimo e va a soccorrerlo in mezzo alla strada. Al Molly Hermann scopre che il life coaching non è adatto a lui e vi rinuncia. Kelly si sente un po' abbandonato e si reca per una serata in compagnia da Matt e Gabriela.
(Nota: prima di guardare l'episodio 6×13, c'è un crossover che inizia con la puntata PD 5×16 e finisce con la puntata Fire 6×13)

## Nascondigli
- Titolo originale: Hiding Not Seeking
- Diretto da: [[]]
- Scritto da: [[]], [[]]

### Trama
Voight e Antonio chiedono a Boden di poter utilizzare l'ambulanza e i due paramedici per distrarre un potenziale criminale mentre loro cercheranno di scoprire le sue intenzioni. Mentre Cruz manifesta le sue preoccupazioni a Brett per questa operazione, Boden parte con la squadra di Voight la quale seguirà da vicino i due paramedici. Dawson e Brett arrivano sul posto e distraggono la persona dando modo a Rusek, un agente, di entrare da dietro e clonare il pc dell'uomo. L'operazione ha successo e i paramedici se ne vanno. La squadra viene chiamata per l'esplosione di un'automobile nella quale muore una donna. Appurato che si è trattato di una bomba, si scopre che la donna è una vittima del pazzo che fece esplodere una bomba nello studio televisivo in cui era presente anche il sergente Platt. Con la collaborazione della sezione incendi dolosi, Kelly e Boden riescono ad individuare un'area che potrebbe essere il luogo dove vengono tenute e testate le bombe e vi si recano scoprendo il laboratorio del criminale. Due agenti scoprono sul portatile una mail che sembra essere un'istruzione per il prossimo attentato e vanno a prendere in custodia il criminale. Voight trova nella cantina del laboratorio le foto di tutte le vittime e scopre il nome della prossima vittima. Si reca allora sul posto di lavoro di quest'ultima con la sua squadra, gli artificieri ed i vigili del fuoco. Lì scoprono che l'attentato avverrà in una stazione della metro e quindi vi si dirigono. Facendo uscire tutti per sicurezza, individuano il criminale che indossa una bomba e che ha nel frattempo avvicinato la sua vittima, riuscendo a bloccarlo.
- Guest star: Jason Beghe (Detective Hank Voight), Jon Seda (Antonio Dawson).
- Nota: questo episodio continua il crossover con Chicago PD che è iniziato con la puntata 5×16.

## Una richiesta d'aiuto
- Titolo originale: Looking for a Lifeline
- Diretto da: [[]]
- Scritto da: [[]], [[]]

### Trama
In uno strano incidente avvenuto in un parcheggio di un supermercato in cui una signora guidando è finita sopra a dei carrelli, Casey nota in lei una certa paura. Mentre Dawson e Brett scoprono che ha dei lividi sul corpo, il marito non vuole che la ricoverino. Casey allora distrae il marito e fa in modo che l'ambulanza parta. Cruz si trova alle prese con un team di venditori per discutere della messa in commercio dello slamigan. Casey informa Antonio della presunta violenza che la donna ha subito mentre lei chiede di essere dimessa su insistenza dal marito. Stella scopre che Kelly è stato invitato a Springfield all'inaugurazione di un reparto in memoria della sua ex fidanzata morta di tumore. Brett non si sente bene e teme di essere incinta di Antonio. Grissom organizza una cena con degli alti funzionari per far conoscere loro Kelly. Dawson convince Brett a fare il test di gravidanza. Il marito della donna dell'incidente si fa vivo in caserma minacciando Casey che aveva tentato di farla aprire per aiutarla. Mentre Antonio con la collaborazione della caserma cerca di trovare un modo per aiutare la donna, la 51 viene chiamata per un incendio a casa di lei. Casey scopre che la donna ha aggredito il marito e ha poi fatto scoppiare l'incendio per coprire il tutto. Data la situazione, Casey ritiene opportuno far figurare che l'uomo si sia ferito cadendo. Antonio crede a questa versione e la donna, dopo essere stata ricoverata per accertamenti, viene affidata ad un rifugio per donne maltrattate. Alla fine della puntata Stella accompagna Kelly a Springfield per la cerimonia in memoria della sua ex ragazza e sulla strada del ritorno riesce a convincere Kelly a non andare alla cena di Grissom e fermarsi con lei lungo la strada per cenare.

## L'occasione di perdonare
- Titolo originale: The Chance to Forgive
- Diretto da: [[]]
- Scritto da: [[]], [[]]

### Trama
Brett scopre di non essere incinta. La caserma viene chiamata ad intervenire in un incendio e, quando Stella ed Otis vanno al piano superiore su ordine di Casey, Otis cade a terra improvvisamente, colpito da un proiettile al collo. Anche Stella viene colpita ma la pallottola viene fermata dalla radio. Severide decide di intervenire anche contro la volontà di Boden e raggiunge il secondo piano esponendosi a quello che sembra essere un cecchino. Dopo aver portato fuori i genitori, il figlio di questi ammette di avere una collezione di pistole e munizioni. Otis viene portato fuori e caricato in ambulanza. All'arrivo in ospedale viene subito portato in sala operatoria ed appare grave. Il ragazzo viene dimesso ma non viene preso in custodia dalla polizia, fra le proteste della caserma, in quanto non si configura alcun reato. Otis intanto sembra aver superato l'operazione. Cruz incontra nella cappella dell'ospedale il padre del ragazzo che afferma di non essersi accorto di nulla dell'hobby di collezionare le armi del figlio. La caserma viene richiamata alla stessa casa in cui Otis è stato ferito. Dal garage proviene del fumo e, dopo aver forzato la saracinesca, traggono in salvo il ragazzo che stava tentando il suicidio. Otis supera bene un altro intervento ma sembra non aver sensibilità ai piedi.

## Il nuovo arrivato
- Titolo originale: The One that Matters the Most
- Diretto da: [[]]
- Scritto da: [[]], [[]]

### Trama
Mentre al Chicago Med Otis affronta altri esami per capire quale sia il problema, alla 51 compare Cordova che sostituirà Otis fino a completa guarigione. Il nuovo collega non viene però visto bene in quanto un po' spaccone ed in quanto sembra mirare a prendere il posto di Otis in maniera definitiva. Grissom arriva in caserma ventilando a Boden l'ipotesi di un suo ritiro e dicendogli che potrebbe diventare lui vice comandante del distretto. Otis, dopo l'ennesino intervento, ha ripreso la sensibilità alle gambe ma si domanda se riuscirà mai a riprendere il suo posto al lavoro dato che lo aspetta un lungo periodo di riabilitazione. Boden si confida con la moglie informandola della possibile promozione che lo interessa non tralasciando di mostrare la sua preoccupazione per un futuro senza la 51. Hermann si scontra violentemente con Cordova a proposito di Otis mentre Grissom partecipa ad un intervento di salvataggio di un uomo assieme a Severide. Dawson confida a Cordova di dover parlare a Casey della loro ex relazione e Cordova le chiede di aspettare un paio di turni per aver modo di far vedere di cosa è capace. La puntata si conclude con Otis alle prese con la riabilitazione.

## Una grande famiglia
- Titolo originale: Put White on Me
- Diretto da: [[]]
- Scritto da: [[]], [[]]

### Trama
Boden va a trovare Otis durante una seduta di riabilitazione e gli propone di lavorare in ufficio per un po'. Otis tra una seduta di riabilitazione e l'altra decide di accogliere la richiesta di Boden. In un intervento in una piscina in cui sta per cadere in acqua un pannello sotto tensione, Kidd si butta in acqua per salvare un ragazzino seguita da Cordova. Il ragazzino viene poi portato in caserma e Otis di sua iniziativa cerca di trovarne i genitori. Casey cerca un sostituto per Cordova ma lo stesso Hermann gli suggerisce di tenerlo in quanto sebbene un po' sbruffone pare essere un buon vigile del fuoco. Alla 51 arriva la madre di Severide. Otis riesce a rintracciare il padre del bambino e lo affida a questo ma poco dopo compare in caserma la madre che afferma di avere la custodia del bambino in via esclusiva. Dawson confida a Casey di essere stata insieme con Cordova per un po' di tempo nel passato e Casey non la prende bene. Boden riceve notizie circa la volontà della madre del bambino di rendere pubblico quanto successo. Otis per cercare di farsi perdonare per l'errore commesso e sistemare tutto, cerca un modo per risolvere la cosa andando a trovare la signora. Lì scopre che la coppia è ancora insieme e che sta tentando una truffa nei confronti del dipartimento per riuscire a spillare un po' di soldi. Ne informa Boden e l'avvocato del dipartimento il quale denuncia la coppia e chiude il caso. In un intervento Dawson e Brett rischiano grosso per via di una sparatoria e quando richiedono un'altra ambulanza ne arriva una privata i cui paramedici, data la situazione pericolosa, decidono di andarsene. Alla fine dell'episodio mentre Otis decide di rimanere in ufficio fino a riabilitazione completata, Dawson cerca di far pace con Casey chiedendogli scusa.

## Il fuggitivo
- Titolo originale: When They See Us Coming
- Diretto da: [[]]
- Scritto da: [[]], [[]]

### Trama
All'inizio dell'episodio Kelly è con Stella a pranzo con la madre e Benny. I due sembrano essere tornati insieme ma ovviamente Kelly non vede questa cosa positivamente. In caserma parte la sirena per un'emergenza ma dopo pochi secondi i mezzi vengono richiamati e nella zona automezzi entrano improvvisamente alcune auto scure. Alla richiesta di Boden di qualificarsi, una delle persone scese dalle auto si qualifica come agente FBI e dice di aver bisogno della caserma per un appostamento: pare infatti che di fronte alla caserma ci sia un'abitazione dove potrebbero esserci due criminali. L'FBI necessita di fare un sopralluogo nel condominio e Casey propone all'agente di mandare lui e Kelly in quanto i vigili del fuoco passano più inosservati. Mentre Casey parla con un suo conoscente nel condominio, Kelly individua l'appartamento dove potrebbero essere i criminali. Si fa però scoprire e dichiara di dover fare un controllo degli estintori. Mentre gli agenti si preparano ad intervenire, Benny arriva in caserma e si scontra con Kelly. Su consiglio di Casey, gli agenti si travestono da vigili del fuoco per passare inosservati e, assieme ai veri vigili, inscenano un'emergenza al condominio con la complicità di un residente per poter stanare i due criminali. Casey e Kelly tentano di farli uscire ma vengono presi in ostaggio. Improvvisamente i due criminali vengono atterrati dalle armi dei finti vigili del fuoco. La scena si sposta al Molly dove il capo della squadra FBI offre da bere alla caserma per ringraziarli della collaborazione. Tornando a casa, Kelly trova sua madre in lacrime: Benny l'ha lasciata di nuovo.

## Al posto tuo
- Titolo originale: Where I Want to Be
- Diretto da: [[]]
- Scritto da: [[]], [[]]

### Trama
Mentre Otis continua la riabilitazione, la caserma viene chiamata per un incendio nella casa di un cartello della droga. Durante le operazioni, Cordova crede di aver visto qualcuno all'interno mentre Stella salva una donna intrappolata in un caveau. Il giorno successivo la polizia avvisa la caserma che sono scomparsi centomila dollari dalla casa incendiata e cerca di capire chi possa essere stato. Mentre Kelly racconta a Stella del suo vecchio matrimonio a Las Vegas, Dawson va in ospedale a parlare con la donna che Stella ha salvato dall'incendio: lei impacchettava i soldi quindi potrebbe sapere qualcosa ma ha troppa paura delle ripercussioni della mala. Tuttavia, dichiara di aver visto una persona durante l'incendio che poi è scomparsa. Cordova viene sospettato di aver preso i soldi e, difendendosi, giura di aver visto una persona durante l'incendio che poi ha perso di vista. Otis comincia ad avere più considerazione per Cordova e dice a Casey di essere disposto a mettersi da parte in suo favore qualora i controlli medici non andassero bene. Dalla visione della piantina della casa incendiata, in caserma notano che pare esservi un nascondiglio segreto fra due muri quindi si recano sul posto a controllare. In effetti trovano il nascondiglio con all'interno i soldi rubati ed un uomo morto. Cordova si reca a casa di Casey e gli annuncia di voler lasciare la caserma. Otis va in ospedale per i controlli e Stella decide di andare a vivere da sola per stare un po' lontana da Kelly.

## Il più forte tra noi
- Titolo originale: The Strongest Among Us
- Diretto da: [[]]
- Scritto da: [[]], [[]]

### Trama
Otis viene autorizzato a tornare in servizio dopo la visita medica di controllo. Boden, dopo aver incontrato Grissom che gli rivela di non voler più andare in pensione, assiste Kelly in un salvataggio. Stella che finora ha guidato il camion in sostituzione di Otis, dichiara di voler continuare a guidare. Casey decide quindi di istituire una gara fra di loro per stabilire chi dovrà guidare. Bria si fa viva con Dawson per essere aiutata per trucco e preparativi per il ballo della scuola e Cruz viene contattato da una sua ex compagna di classe. Mentre comincia la gara fra Stella e Otis, Cruz incontra la sua vecchia fiamma e Boden si informa per acquistare una barca che in effetti compra. A seguito del salvataggio di Boden e Kelly, arrivano in caserma due buste ricolme di soldi che vengono scambiate per bustarelle e segnalate al dipartimento. Si scopre poi che erano un regalo da parte del padre della ragazza che era stata soccorsa da entrambi i quali rifiutano la ricompensa. Casey sta per rivelare chi continuerà a guidare il camion quando Stella dice ad Otis che gli lascerà la guida in cambio di alcuni favori. Otis accetta. Alla fine della puntata Dawson e Casey concedono a Bria di andare al ballo della scuola a bordo del camion. Dawson confessa quindi a Casey di voler ricominciare a provare ad avere un figlio.

## Un leader senza rivali
- Titolo originale: The Unrivaled Standard
- Diretto da: [[]]
- Scritto da: [[]], [[]]

### Trama
Durante una partita a basket gestita da Hermann, un suo collega, Colannino, non è contento di come sta evolvendo l'incontro e protesta con Hermann. In caserma comincia a circolare la voce che il commissario dei Vigili del Fuoco andrà via e si domandano da chi verrà sostituito. Improvvisamente un'ex di Kelly che a suo tempo aveva fatto finta di essere rimasta incinta di lui, ricompare improvvisamente. Kelly è sorpreso ma lei lo rassicura subito dicendogli che ha semplicemente bisogno della sua consulenza tecnica in un processo in cui è coinvolto il dipartimento. Casey propone a Kelly di appoggiare Boden come nuovo commissario e comincia insieme a lui a parlare con i vari dirigenti per avere il loro appoggio alla candidatura di Boden. Mentre Kelly accetta di dare una mano alla sua ex, la caserma interviene per un incendio in una carrozzeria. All'intervento partecipa anche un'altra squadra di cui fa parte Colannino. Nel liberare l'unico meccanico rimasto dentro, Hermann perde di vista il collega che muore nell'incendio. La caserma si reca dalla moglie di Colannino per farle le condoglianze e, prima di entrare, Boden ringrazia Casey per aver pensato a lui come commissario e per essersi mosso in tal senso e gli confida che ha deciso di candidarsi. Kelly scopre che anche Grissom si candiderà per la stessa posizione.

## Effetti duraturi
- Titolo originale: One for the Ages
- Diretto da: [[]]
- Scritto da: [[]], [[]]

### Trama
In una riunione al dipartimento tra comandanti, dopo aver analizzato quanto successo, si decide che nessuno può essere incolpato della morte di Colannino e Boden chiede che questa specifica fattispecie di evento venga inserita nelle esercitazioni per far sì che non avvenga più. Soccorrendo un ragazzino travolto da un albero, Brett conosce un impiegato dei vigili del fuoco di Indianapolis che si occupa dell'approvvigionamento dei materiali e gli chiede di valutare lo slamigan. Kelly ha analizzato tutti i documenti per aiutare la sua ex compagna avvocato e le promette di trovarsi a casa di lei per parlarne. Stella pertanto è sospettosa. In caserma arriva Grissom che contesta a Kelly il fatto di aver indotto Boden a candidarsi come commissario. Casey e Dawson hanno ricominciato a provare ad avere un figlio. Boden si reca a colloquio con il vicesindaco che aveva tratto in salvo da un incendio qualche tempo prima a proposito della sua candidatura e Kelly, andando all'OFI per una consulenza, incappa nel commissario che gli chiede una sua opinione circa la persona che dovrebbe sostituirlo. Intervenendo in un salvataggio, Grissom si complimenta con Boden per l'appoggio del commissario alla sua elezione. Cruz rifiuta in un primo momento un affare da migliaia di dollari per lo slamigan ma poi Brett riesce a fargli cambiare idea. Casey e Dawson sono ad un controllo medico dove scoprono che per Dawson avere un bambino potrebbe comportare problemi di salute. Alla fine della puntata si presenta un giornalista al Molly che chiede a Boden informazioni sulla ricompensa che aveva ricevuto dal padre la cui figlia aveva salvato in un incidente.

## Un grande gesto
- Titolo originale: The Grand Gesture
- Diretto da: [[]]
- Scritto da: [[]], [[]]

### Trama
Renee si trova al distretto 21 dopo la scomparsa del figlio e proprio mentre si trova lì, riceve una telefonata dalla baby-sitter che la informa che il figlio è con lei. Dawson non accetta di non poter avere figli e vuole provarci comunque e Boden cerca di gestire la faccenda dell'intervista col giornalista. Il comandante dei paramedici propone a Dawson di andare a Puerto Rico con un gruppo di medici ed infermieri mentre Boden va da Grissom ritenendolo colpevole di aver divulgato la storia della ricompensa ai giornalisti. Alla fine Boden risulterà ancora in corsa per il posto ma non avrà più l'appoggio del commissario. Dawson non accetta la proposta di Casey di adottare un bambino mentre Kelly prepara con Renee la deposizione per il processo. I paramedici rispondono ad una chiamata e scoprono che chi ha aperto loro la porta ha accoltellato una donna. La donna muore e Brett è molto colpita da quel che è successo. Kelly depone al processo con successo. Casey va da solo da una consulente per l'adozione ma Dawson non la prende bene. Durante un intervento i due paramedici si scontrano e Brett non la prende bene. Otis scopre che i risultati del distretto di Grissom che sono stati portati al sindaco sono in realtà stati falsati per far risultare il distretto migliore di quello che è in realtà e ne mette al corrente Boden il quale si reca dal sindaco per fargli avere queste informazioni ma nel tragitto scopre che il sindaco ha già nominato il nuovo commissario: Grissom. Dopo l'ennesima discussione fra Casey e Dawson quest'ultima decide di partire per Puerto Rico come da richiesta del suo comandante.